# Castello Faà di Bruno
Il castello di Faà di Bruno è un fortilizio sito nel comune di Solero.

## Storia
Il castello fu costruito dalla famiglia dei Guasco, feudataria di Solero. All'estinzione della discendenza maschile del ramo principale dei Guasco di Solero la proprietà passò ai Guasco di Mezzano ed in seguito, grazie al matrimonio con la figlia dell'ultimo marchese Guasco, il castello passò ai Faà di Bruno. Venne ampliato con un parco e mura merlate nel XVII secolo.
 Diviene proprietà del Comune nel 1972.

## Struttura
La costruzione originaria, di modeste proporzioni, è in stile cinquecentesco rinascimentale, affiancata da una torre, aggiunta all'edificio principale nel XIX secolo. La torre, situata in posizione angolare, ha un'alta base scarpata ed è ingentilita da tre ordini di bifore.

## Il parco
Il terreno che circonda il castello è stato trasformato in un parco comunale, ospita due pozzi: uno coperto da una cuspide in laterizi retta da archetti a sesto acuto, l'altro aperto e ornato da uno stemma, è posto nel cortile.

## Il ristorante
Nel piano terra si trova il ristorante Duma C'anduma.